# Copiotrophe
Le terme copiotrophe est employé pour désigner des organismes à croissance rapide dans un environnement riche en nutriments, en particulier en carbone, par opposition aux oligotrophes qui survivent dans des concentrations de carbone beaucoup plus faibles. 
Les organismes copiotrophes ont tendance à se développer dans des conditions de substrat organique élevé. On les trouve par exemple dans les lagunes d'eaux usées. Ils se développent dans des conditions de substrat organique jusqu'à 100 fois supérieures à celles des oligotrophes.